# 2. Klavierkonzert (Mozart)
Das 2. Klavierkonzert in B-Dur, KV 39 ist ein frühes Klavierkonzert von Wolfgang Amadeus Mozart. Nach abweichender Zählung, in welcher nur die reinen und vollständig von Mozart stammenden Klavierkonzerte gezählt werden, wird dieses Konzert nicht mit aufgelistet.

## Entstehung
Das 2. Klavierkonzert Mozarts gehört, ebenso wie das vorausgegangene und die nachfolgenden beiden Konzerte, zu den sogenannten Pasticciokonzerten. Der Name Pasticcio bezeichnet Werke, deren Musik eigentlich von anderen Komponisten stammt. Mozart hat hier die Musik verschiedener unbekannterer Komponisten für Orchester und Soloklavier bearbeitet. Das 2. Klavierkonzert KV 39 basiert auf Sonatensätzen der Komponisten Hermann Friedrich Raupach und Johann Schobert. Das Werk entstand wahrscheinlich 1767, also im Kindesalter des 1756 geborenen Komponisten. Dies erklärt die äußerst einfache Realisierung der Umsetzung für Soloklavier und Orchester und den Übungsstück-Charakter des Werkes.

## Zur Musik
Das frühklassisch gestaltete Konzert beginnt mit einem zwei heitere Themen in B-Dur vorstellenden Allegro. Das Soloklavier übernimmt diese anschließend wörtlich. Ein Mittelteil, der zwar noch nicht als Durchführung bezeichnet werden kann, geht dennoch thematisch vor und verarbeitet das Hauptthema des Ritornells. Einer regelgerechten Reprise lässt Mozart hier, im Gegensatz zum ersten Klavierkonzert, eine kurze Solokadenz folgen.
Das monothematische Andante beginnt mit einem schreitenden Unisono der Streicher. Markant ist die gleichmäßig voranschreitende Begleitung durch Pizzicati der Streicher, an der sich auch das Klavier mit durchgehenden Akkorden der linken Hand beteiligt. Der Gesang entfaltet sich abwechselnd in Orchester und Soloklavier.
Das abschließende Molto allegro stellt erneut ein kleines Rondo dar. Das Refrainthema wird vom Orchester unter markanter Beteiligung der Hörner vorgestellt. Das Soloklavier übernimmt es sofort und leitet in ein kurzes, gesangliches Couplet über. Hierbei wird das musikalische Geschehen kurz nach Moll gerückt. Die Wiederkehr des Refrains erfolgt aber wieder in Dur. Erneut schreibt Mozart eine kleine Solokadenz für das Rondo vor, bevor der Satz mit dem Refrainthema ausgelassen verklingt.

## Stellenwert
Bevor Mozart 1773 mit dem 5. Klavierkonzert KV 175 sein erstes eigenes und vollgültiges Klavierkonzert schrieb, entstanden insgesamt sieben Übungswerke und Pasticcikonzerte. Die ersten vier Klavierkonzerte (KV 37, KV 39, KV 40 und KV 41) entstanden vor 1764 nach einfachen Sonatensätzen wenig bekannter Komponisten. Drei weitere Konzerte KV 107 hatten dann etwas anspruchsvollere Sonaten Johann Christian Bachs zum Vorbild. Diese drei Werke wurden, im Gegensatz zu den frühesten Pasticcikonzerten, nicht in die Zählung der alten Mozartausgabe, welche 27 Klavierkonzerte unterscheidet, aufgenommen. Erst etwa sechs Jahre nach der Komposition dieser Frühwerke konzipierte Mozart dann sein erstes eigenes Klavierkonzert. Hier erreicht Mozart dann die erste gültige Form des modernen Klavierkonzertes, welche im 2. Klavierkonzert noch nicht vorliegt.